# エフゲニー・ナズドラチェンコ
エフゲニー・イワノヴィチ・ナズドラチェンコ（ロシア語: Евгений Иванович Наздратенко、ラテン文字表記の例：Yevgenii Ivanovich Nazdratenko、1949年2月16日 -  ）は、ロシアの政治家。1993年から2001年までロシア極東、沿海地方知事を務めた。サハリン州セヴェロクリリスク（かつての幌筵島、柏原）出身。
1983年極東高等理工科学校（現在の極東工科大学）で経済学を修める。1993年沿海地方知事に選出される。2001年1月心臓発作を理由に入院し、2月に辞意を表明するが、これは極東地方のエネルギー危機を引き起こした責任をウラジーミル・プーチン大統領に問われ、事実上解任されたと見なされている
。また、知事在任中にはいくつかの汚職やスキャンダルが報じられた。
沿海地方知事を辞任後、ミハイル・カシヤノフ内閣の国家漁業委員会議長などを経て、現在はロシア安全保障会議副書記。
夫人との間に息子が二人いる。